# Sociedade Independente de Comunicação
A SIC (sigla para Sociedade Independente de Comunicação) é um canal de televisão privado em Portugal.
A SIC, cujas transmissões tiveram início a 6 de outubro de 1992, foi o primeiro canal de televisão privado a operar em Portugal, tornando-se num contributo para a pluralidade e para a independência da informação. Em apenas três anos, em maio de 1995, a SIC alcançou a liderança nas audiências através de uma forte aposta em programas de informação, entretenimento, documentários e programas de ficção, falados em português, alicerçados numa estratégia de marketing.
Uma das grandes apostas da SIC, que se destacou claramente no panorama televisivo, foi a informação. Sempre na procura da inovação, a SIC entrou no universo dos canais de cabo em 2000 e em 2007 entrou em plena era digital e em multiplataformas com conteúdos interativos. Hoje, a componente multimédia é uma prioridade no universo SIC, reunindo um conjunto de sites e multiplataformas online em constante renovação.
A SIC destaca-se, ainda, pela sua ficção nacional tendo sido já distinguida com um "Emmy de Melhor Telenovela Internacional" com “Laços de Sangue”, e “Mar Salgado” foi uma telenovela líder de audiências durante toda a sua exibição.
Desde o dia 6 de outubro de 2016 que a SIC está a ser emitida em HD em quatro das operadoras portugueas de TV por subscrição:. a SIC HD pode ser vista na posição 303 da NOS, na posição 3 da MEO, na posição 3 da Vodafone e na posição 3 da Nowo. A partir do dia 5/3/2025 a SIC já está incluída na oferta da operadora Digi Portugal.
Em 2017, celebrou o seu 25.º aniversário com diversas iniciativas, e uma delas foi a "Digressão SIC de Todos Nós", que percorreu as 18 capitais de distrito de Portugal Continental durante os meses de Junho, Julho, Agosto, Setembro e Outubro.

## História

### Fundação

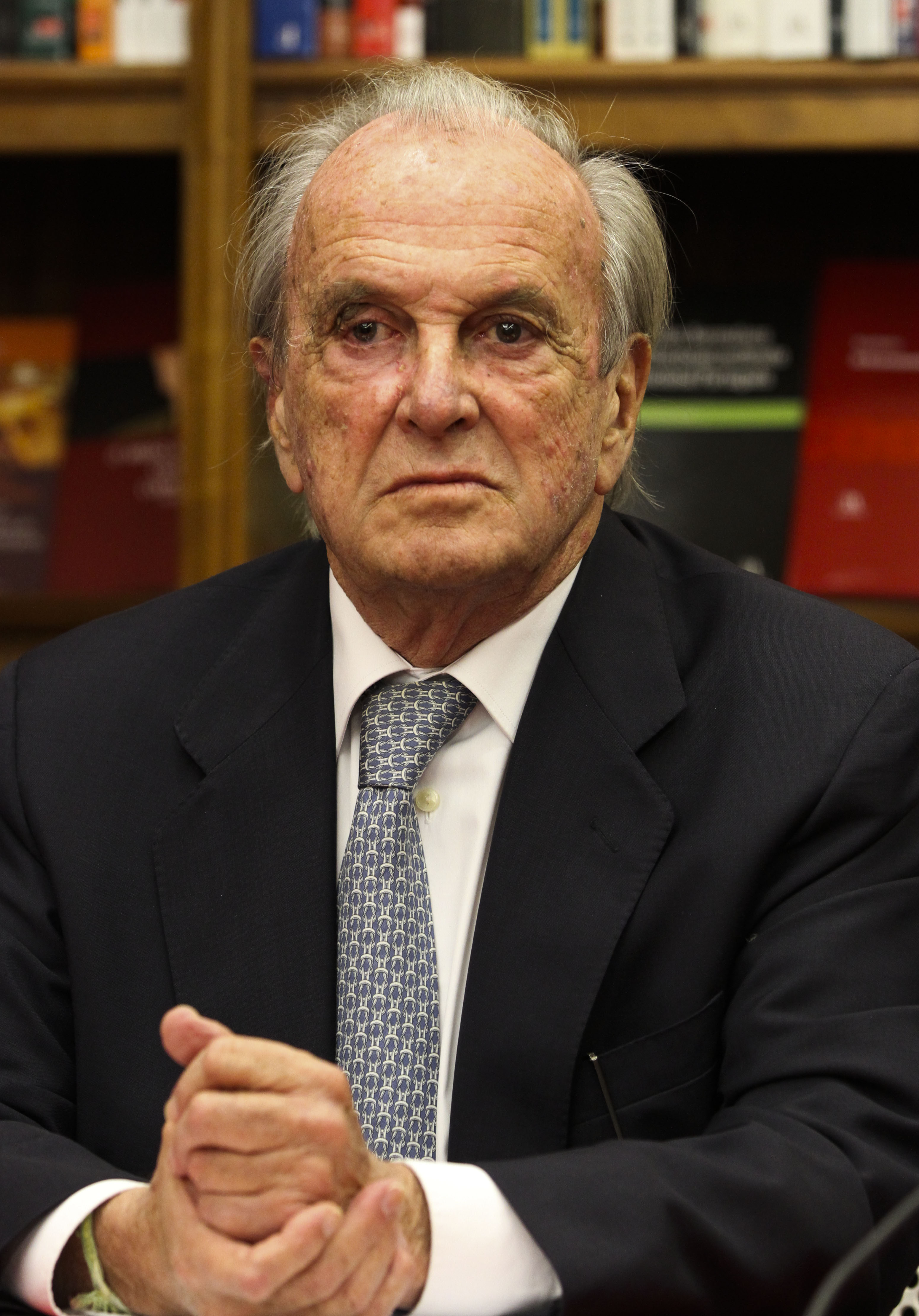
Francisco Pinto Balsemão, o fundador da SIC

Em 1989, é constituída uma ‘joint-venture’ com o grupo brasileiro Abril que deu origem ao nascimento da primeira revista de negócios em Portugal — Exame — e marcou a entrada do Grupo na área de revistas.
Em Março de 1991, o Capital Social da Controljornal é aberto a investidores externos, criando-se uma “super” holding — IMPRESA — que concorre à atribuição dos primeiros canais de televisão privados, e tornando-se num dos accionistas fundadores da SIC — Sociedade Independente de Comunicação.  
Em Outubro de 1992, arrancam as emissões da SIC, o 1.º canal privado de televisão em Portugal.
Os sócios fundadores da SIC foram:
- a Jornalgeste, dona do Jornal de Notícias, O Jogo e da Rádio Press;
- o grupo Lusomundo;
- a Soincom, com 25% do capital social da SIC, uma associação de empresas compostas por:
  - grupo Adriano Lucas (Diário de Coimbra, Diário de Aveiro e Diário de Leiria);
  - grupo Projornal (O Jornal, Se7e, Jornal de Letras, TSF e NRJ Rádio Energia);
  - grupo Impresa de Francisco Pinto Balsemão (Expresso, A Capital, Exame);
  - grupo Impala (Maria, Mulher Moderna, Nova Gente, TV 7 Dias);
  - radiodifusão Rádio Comercial;
  - produtora de vídeo Costa do Castelo;
  - empresa cinematográfica Castello Lopes;
  - editoras Porto Editora e Publicações Europa-América;
- o Grupo Globo, brasileiro, com 15% do capital;[4]
- a Interpress;
- as sociedades financeiras Grupo Mello, SPR (capital de risco), Promoindústria (capital de risco) e Império Seguradora;
- a Olinveste, empresa do Grupo Riopele;
- a Inapa;
- a Universidade Nova de Lisboa.[5]

A gestão da sociedade compete a um Conselho de Administração, que é o seu mais elevado órgão de gestão e a quem compete aprovar as orientações estratégicas da empresa e a uma Comissão Executiva que é responsável pela gestão corrente da sociedade.

### 1992 - 2001: Era Emídio Rangel
Emídio Rangel foi o primeiro director geral de programas da SIC. Foi pela mão de Emídio Rangel que foram lançados diversos formatos que levaram a SIC à liderança, como por exemplo Big Show SIC, Chuva de Estrelas, Perdoa-me, Mundo VIP, Surprise Show, A Noite da Má Língua, Ponto de Encontro, SIC 10 Horas, Buéréré, Fátima Lopes, O Juiz Decide, Noites Marcianas, Zip Zap ou Roda dos Milhões e lançou o primeiro reality-show do canal, Acorrentados e outro reality-show, O Bar da TV.
Na ficção nacional destacam-se a série de sucesso Médico de Família, as séries de Camilo de Oliveira ou a sitcom Os Malucos do Riso e a série A Minha Família É uma Animação, Uma Aventura e outras séries. Foram também lançados vários telefilmes e foi criada a SIC Filmes. Foi lançada a primeira telenovela portuguesa da SIC, Ganância. Destaca-se a aposta em telenovelas da TV Globo em exclusivo para Portugal.
A SIC desde a sua estreia que mudou a forma de fazer informação em Portugal, com formatos mais próximos das pessoas como a Praça Pública que dava voz aos portugueses.
Os principais espaços informativos da SIC, desde o seu início, são o Primeiro Jornal e o Jornal da Noite.
Foi também Emídio Rangel que lançou a gala anual Globos de Ouro, que a SIC transmite desde 1996 e também lançou os primeiros canais do cabo, SIC Gold, SIC Notícias e SIC Radical. Rangel saiu da SIC em 2001, mudando-se para a RTP, e levou consigo alguns profissionais da estação como jornalistas e apresentadores.

### 2001 - 2005: Era Manuel Fonseca
Manuel Fonseca substituiu, em 2001, Emídio Rangel na direcção de programas da SIC.
Nesta fase, destacaram-se programas como Às Duas por Três, Bombástico, Levanta-te e Ri, O Sono da Verdade, Terça em Grande, Masterplan - O Grande Mestre, O Meu Nome é Ágata, Na Casa do Toy, Senhora Dona Lady, Um Sonho de Mulher, Esquadrão G, Ídolos, A Linha da Sorte, Pulsações, Êxtase, 5 Estrelas, Io iô, À Sombra da Bananeira, Juras de Amor, Campeões Nacionais ou K7 Pirata.
Na ficção nacional destacaram-se as novelas Fúria de Viver, O Olhar da Serpente e O Jogo. Nesta fase também foram lançadas as séries Só Gosto de Ti, Não Há Pai!, Maré Alta, Camilo em Sarilhos, Zero em Comportamento e novas temporadas de Uma Aventura. E a mini série Até Amanhã Camaradas. As novelas da Rede Globo continuaram a ser uma aposta da SIC.
Na informação foram lançados os programas "Hora Extra" e "País em Directo".
No desporto, a SIC assegurou a transmissão de nove jogos do Euro 2004, com destaque para o segundo jogo da selecção portuguesa, frente à Rússia, assim como um jogo dos quartos de final do Campeonato Europeu de Futebol de 2004.
A 26 de Setembro de 2005, a SIC anunciou a saída de Manuel Fonseca da direcção de programas.

### 2005 - 2008: Era Francisco Penim
Em 2005, Manuel Fonseca deixa a direcção de programas da SIC e é substituído por Francisco Penim.
Nesta fase destacaram-se o lançamento de várias telenovelas portuguesas como o sucesso Jura, Vingança e Resistirei, 2.ª Linha de ficção para Floribella e Chiquititas. Nas séries, destaque para 7 Vidas, Aqui não Há Quem Viva, Hora H e uma nova temporada de Uma Aventura.
Mas as telenovelas da Rede Globo continuaram a ser uma aposta da SIC.
Francico Penim acabou com os programas SIC 10 Horas e Às Duas por Três, sendo substituídos pelos programas Fátima e Contacto.
Destaque também para os programas O Pior Condutor de Sempre, Família Superstar, Pegar ou Largar ou A Ganhar é Que a Gente se Entende. Destaque para o especial de aniversário, "Parada SIC", realizado em 2006 e 2007.
Em 2006, a SIC foi a estação oficial em Portugal do Campeonato do Mundo da FIFA 2006.
Na informação, destaque para "O Programa da Manhã".
Em Dezembro de 2007, Francisco Penim saiu da direcção de programas da SIC e em Janeiro de 2008 saiu da SIC.

### 2008 - 2011: Era Nuno Santos
No início de 2008 foi anunciada a entrada de Nuno Santos na SIC como director de programas. Nesta fase destaque para os vários programas de entretenimento que foram produzidos nesta fase como Chamar a Música, Atreve-Te a Cantar, Ídolos, Achas que Sabes Dançar?, À Procura do Sonho, O Momento da Verdade, Lucy, Alta Definição, E-Especial, Fama Show ou Peso Pesado.
Estreia de novos programas para as manhãs e tardes, Companhia das Manhãs e Vida Nova.
Em Setembro de 2010, estreou o novo programa das tardes Boa Tarde apresentado por Conceição Lino.
Em Março de 2011, estreia o novo programa das manhãs Querida Júlia apresentado por Júlia Pinheiro.
Na ficção nacional, foram produzidas as telenovelas Podia Acabar o Mundo, Perfeito Coração e Laços de Sangue, 2.ª Linha de ficção para Rebelde Way.
Foram também produzidas as séries VIP Manicure, Camilo, o Presidente, Cenas do Casamento, A Família Mata, Lua Vermelha e a mini série A Vida Privada de Salazar.
Destaque também para o lançamento do telefilme Uma Aventura na Casa Assombrada.
Continua a aposta em telenovelas da Rede Globo.
Na informação destaque para Nós por Cá.
No desporto, foi a partir de 2009 que a SIC começou a emitir jogos da Liga Europa da UEFA até à actualidade.
Foi em Agosto de 2011 que Nuno Santos saiu da SIC.

### 2011 - 2018: Era Luís Marques, Júlia Pinheiro, Gabriela Sobral e Luís Proença

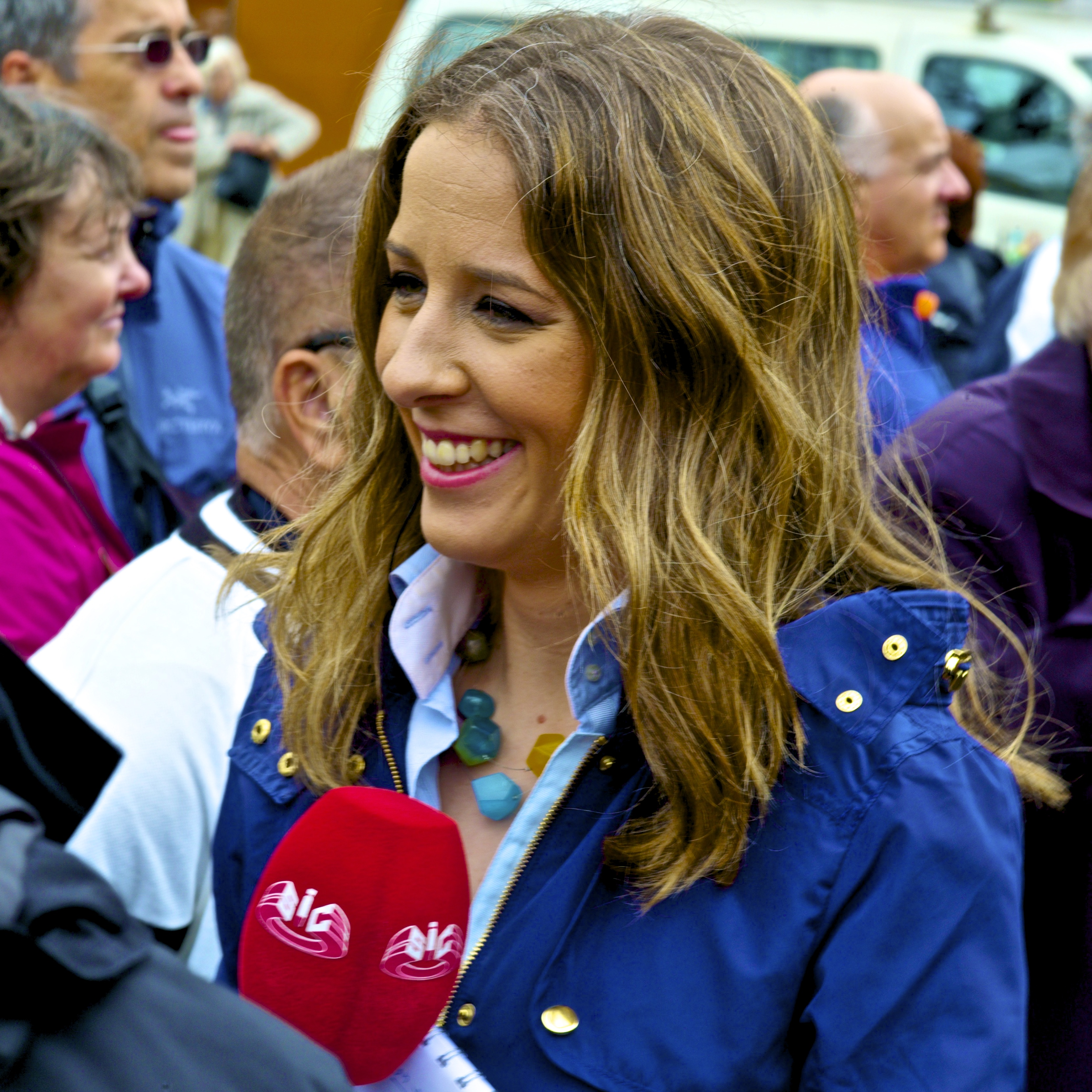
Jornalista da SIC em reportagem de exterior

Com a saída Nuno Santos, foi a vez de Luis Marques já Director-Geral  da SIC ficar responsável pela área de  Conteúdos, sendo nomeado Director-Geral de Conteúdos da SIC. Após a sua saída em 2016, Francisco Pedro Balsemão assumiu a responsabilidade da Supervisão de Orientação de Emissões da SIC até 2017, ficou a coordenar a direcção de programas da SIC, com a restante equipa de direcção.
Em Janeiro de 2017, Francisco Pedro Balsemão abdica da responsabilidade de Supervisão da SIC, Gabriela Sobral e Luís Proença foram nomeados Directores de Programas da SIC, mas desde 2011 que estavam na direcção de programas. Luís Proença foi Director de Antena, Gestão de Programação e Projectos Novas Plataformas da SIC e Gabriela Sobral foi Directora de Produção e Coordenação de Projectos da SIC, e mais tarde, Directora de Conteúdos da SIC.
Na ficção nacional reforçaram a aposta em telenovelas portuguesas, onde se destaca Rosa Fogo, Dancin' Days, Sol de Inverno, Mar Salgado, Coração d'Ouro, Amor Maior ou Paixão, 2.ª Linha de ficção para Poderosas, Rainha das Flores, Espelho d'Água ou Vidas Opostas. Continua a aposta em telenovelas da Rede Globo.
No entretenimento destaque para Portugal tem Talento, Ídolos, Toca a Mexer, Vale Tudo, Splash! Celebridades, Cante se Puder, Sabadabadão, Factor X, Shark Tank ou  Achas que Sabes Dançar?, entre outros.
Os talk-shows diários foram o Queridas Manhãs, Grande Tarde e Juntos à Tarde.
Na informação destaque para o programa "E Se Fosse Consigo?" de Conceição Lino.
No desporto, a SIC transmitiu em directo e em exclusivo oito jogos da Copa do Mundo FIFA de 2018.

### 2018 - presente: Era Daniel Oliveira
No final de Junho de 2018, Daniel Oliveira foi nomeado director de programas da SIC, cargo até então ocupado por Gabriela Sobral e Luís Proença. Daniel Oliveira é o novo director-geral de entretenimento da Impresa, sendo também, por conseguinte, o novo director de programas da SIC e dos seus canais temáticos e responsável pelos produtos digitais na área do entretenimento do grupo.
Após 16 anos a trabalhar na TVI, Cristina Ferreira foi contratada pela SIC onde assumiu a apresentação do programa da manhã e o cargo de Consultora Executiva da direcção geral de entretenimento da Impresa. Em Janeiro de 2019 estreia O Programa da Cristina, mas a 17 de Julho de 2020 o programa terminou com a saída de Cristina Ferreira de regresso à TVI e a 20 de Julho de 2020 estreia Casa Feliz com João Baião e Diana Chaves.
Em Outubro de 2018, estreou o programa Júlia com Júlia Pinheiro e o reality-show Casados à Primeira Vista apresentado por Diana Chaves, em Outubro de 2019 estreia a 2° temporada e em Março de 2022 estreia a 3° temporada.
Manuela Moura Guedes estreou-se na SIC com a rubrica A Procuradora no Jornal da Noite e o programa Passadeira Vermelha da SIC Caras passa também a ser transmitido todas as noites na estação-mãe (SIC).
A partir de 27 de Janeiro de 2019, a rede e todo o universo SIC são transferidos para o Edifício São Francisco de Sales, após 750 dias de espera, deixando para trás mais de 26 anos no antigo edifício de Carnaxide.
Em Janeiro, estreou o programa O Carro do Amor. Em Março, estreou o reality-show Quem Quer Namorar com o Agricultor? com a apresentação de Andreia Rodrigues.
Estreia o programa Olhó Baião! com João Baião aos Sábados e Domingos de manhã.
Aos fins-de-semana estream os talk-shows: Domingão, Estamos em Casa, Regresso ao Futuro, Olhá SIC, Alô Marco Paulo e Caixa Mágica.
Estrearam a 1° e a 2° temporada de anónimos e 2 edições com famosos do Hell's Kitchen apresentado por Ljubomir Stanisic e as 4 temporadas da A Máscara apresentado por João Manzarra.
Em Novembro de 2020, a SIC iniciou a plataforma de streaming  OPTO, criada para emitir «conteúdos originais e exclusivos, informação à medida e o arquivo da estação de televisão — que inclui programas, novelas, séries ou documentários».
Vale Tudo regressa com João Manzarra e o Salve-se Quem Puder apresentado por Diana Chaves e Marco Horácio.
Estreiam os programas Os Traidores apresentado por Daniela Ruah, Casados no Paraíso comandado por Cláudia Vieira e Parece Impossível! comandado por Inês Aires Pereira e João Manzarra.
Em Janeiro de 2024 estreia o programa Era Uma Vez na Quinta apresentado por Andreia Rodrigues.
A SIC continua a apostar nas novelas brasileiras ao final da tarde tal como O Outro Lado do Paraíso e Terra e Paixão.

## Cronologia
Alguns dos acontecimentos mais importantes da estação de televisão:
| Ano  | Notas |
| ---- | --- |
| 1986 | Em declarações à Rádio Universidade Tejo, Pinto Balsemão revelava pormenores sobre os estudos de implantação do canal SIC. Seria necessário um investimento inicial de um milhão de contos e seis a nove meses para ser instalado. A SIC englobava as empresas proprietárias do Expresso, O Jornal, Nova Gente, Maria, Tempo, Diário de Coimbra e Diário de Aveiro. |
| 1991 | Em Março de 1991, o capital social da Controljornal é aberto a investidores externos, criando uma super holding - a Impresa - que se aplica à concessão dos primeiros canais de televisão privados, tornando-se um dos acionistas fundadores da SIC - Sociedade Independente de Comunicação. |
| 1992 | Início de emissões experimentais na Primavera. A 6 de Outubro, nasce a 1.ª estação de televisão privada em Portugal. |
| 1995 | A SIC ultrapassou, pela primeira vez, a RTP nas audiências, foi em Maio. |
| 1996 | Tem início a gala anual de prémios Globos de Ouro, numa organização conjunta da estação de televisão SIC e da revista Caras. |
| 1997 | Início das emissões da SIC Internacional, a 15 de Setembro, com o objetivo de chegar à vasta Comunidade Portuguesa espalhada por todo o mundo, assim como aos Países de Língua Oficial Portuguesa. |
| 1998 | Criação da SIC Filmes. |
| 1999 | No segundo semestre do ano, a Impresa obtém o controlo de 51% do capital da SIC e 37,3% da sua participação económica, abrindo o seu capital a novos investidores. |
| 2000 | Início das transmissões da SIC Gold. |
| 2001 | Nasceram os canais temáticos: SIC Notícias, que substitui o CNL, SIC Radical e o site SIC Online. |
| 2001 | A SIC estreia a sua primeira telenovela portuguesa, Ganância. |
| 2003 | A 8 de Março, Dia Internacional da Mulher, nasceu o canal temático SIC Mulher. |
| 2003 | A 6 de Maio tiveram início as transmissões da SIC Indoor. A 6 de Outubro nasceu o projecto de solidariedade, a SIC Esperança. |
| 2003 | A 20 de Janeiro foi lançado o SIC Teletexto. |
| 2004 | A 18 de Outubro nasceu a SIC Comédia, em substituição da SIC Gold. Este canal temático assumiu-se como fornecedor de conteúdos de âmbito humorístico para toda a família. A transmissão deste canal terminou a 31 de Dezembro de 2006. |
| 2005 | No final de 2005, a Impresa adquire a posição minoritária na SIC, elevando a sua participação para 100% do seu capital. |
| 2006 | A GMTS (Global Media Technology Systems) substituiu a SIC Serviços como prestadora de serviços técnicos. No final de 2006, a SIC também entrou no capital da AdTech (Advertising Technologies Comunicação, Multimédia S.A.). |
| 2007 | Implementação da Bloom Graphics na SIC, com o objectivo de optimizar a resposta à produção de motion graphics dentro da estação. |
| 2007 | A 12 de Julho, em conjunto com Teresa Guilherme Produções, a SIC constituiu a produtora TDN, S.A. – Terra do Nunca Produções. Em Março de 2009, a SIC alienou a totalidade do capital da TDN. |
| 2007 | A 19 de Dezembro, adquiriu 90% da Dialectus, empresa que presta serviços de tradução, dobragem e legendagem. Em Março de 2009, a SIC alienou a sua participação na Dialectus. |
| 2009 | A 27 de Fevereiro, assumiu a totalidade do capital da SIC Notícias. |
| 2009 | A 18 de Dezembro, lança um canal novo, o SIC K. Este é o primeiro canal criado a pensar nos mais novos. |
| 2010 | A SIC estabelece uma parceria com a Rede Globo, para a co-produção de telenovelas em português. Este é um marco importante para a vida da estação e para a ficção nacional. |
| 2011 | A SIC estabelece uma importante parceria com a MEO, para a criação do canal SIC Especial-Peso Pesado e também para a criação da aplicação interactiva Peso Pesado. Qualquer cliente MEO pode assistir a este canal e a esta aplicação no canal 11 da grelha de programas. |
| 2011 | A 6 de Outubro, o 19.º aniversário foi assinalado com a inauguração dos novos estúdios e instalações da Impresa Norte em Matosinhos. |
| 2011 | Laços de Sangue, a primeira produção ao abrigo da parceria estabelecida entre a SIC e a TV Globo, vence prémio internacional para melhor telenovela de 2011 no 39th International Emmy Awards. |
| 2011 | Após 8 anos na TVI, a apresentadora Júlia Pinheiro regressa à SIC, onde assume o cargo de Diretora de Gestão de Conteúdos e a apresentação de "Querida Júlia". |
| 2012 | SIC 20 Anos No âmbito da comemoração do 20º aniversário da SIC, várias foram as iniciativas desenvolvidas para assinalar a data. A destacar: - “SIC 20 anos - O Show da Televisão!”, Road-show interativo que percorreu o país durante todos os fins de semana num camião especialmente desenhado para o efeito. - “Cria a campanha dos 20 Anos SIC” - Desafio criativo lançado aos jovens para criarem e desenvolverem a campanha de publicidade de aniversário do canal. - “Festa 20 Anos SIC” - O Seven em Vilamoura foi o cenário da festa que reuniu caras conhecidas do canal e personalidades importantes dos vários quadrantes da sociedade. - “Gala 20 Anos SIC” - Música, dança, humor e muita animação foram os principais ingredientes desta grande festa no Coliseu dos Recreios. |
| 2013 | A 6 de Dezembro, nasceu o canal temático SIC Caras em exclusivo na NOS. |
| 2014 | No final de 2014, a SIC lança o seu primeiro canal especificamente dedicado aos mercados africanos de língua portuguesa — DSTV Kids –, em exclusividade para a plataforma DSTV. |
| 2015 | A 6 de Setembro de 2015, a SIC emite pela primeira vez em 16:9 sinalizado, depois de vários meses em testes anamórficos (sem sinalização) durante a madrugada. A apresentação de Coração d'Ouro foi o primeiro programa da estação a emitir nesse formato, sendo que a telenovComeçou a transmitir no dia seguinte em 16:9. |
| 2015 | A 3 de Outubro de 2015 a emissão da SIC Notícias, passa integralmente para 16:9. |
| 2015 | A 4 de Outubro de 2015 a emissão passa integralmente para 16:9. |
| 2016 | A 7 de Abril de 2016, a reabre o canal SIC HD com nova denominação SIC FULL HD, para a transmissão de jogos da UEFA Europa League, começando por transmitir o jogo da 1ª mão dos quartos-de-final entre o SC Braga e o Shakhtar Donetsk. |
| 2016 | A 6 de Outubro de 2016, na data do seu aniversário, a SIC e todos os seus canais temáticos passam a ser transmitidos em HD definitivamente, sendo eles posicionados nas operadoras nacionais, MEO, NOS, Nowo (Cabovisão) e Vodafone. |
| 2016 | A 13 de Outubro de 2016, a SIC passa a integrar a European Media Alliance, constituída por várias estações de televisão europeias. O objetivo desta plataforma é identificar oportunidades de investimento em novos negócios digitais, potenciados pelas parcerias estabelecidas entre os seus membros. |
| 2017 | Início das emissões da SIC Internacional África, a 13 de Março, com o objetivo de chegar à vasta Comunidade Portuguesa espalhada por África, assim como, aos Países de Língua Oficial Portuguesa. |
| 2017 | Em 2017, celebra o seu 25.º aniversário com diversas iniciativas, das quais o grande destaque vai para a Digressão SIC de Todos Nós, que percorreu as 18 capitais de distrito de Portugal Continental durante os meses de Junho, Julho, Agosto, Setembro e Outubro. |
| 2018 | A 6 de Outubro de 2018, na data do seu 26.º aniversário, a SIC muda a sua imagem, em celebração ao mesmo, prometendo que vão "mexer com todos os Portugueses". |
| 2019 | Após 14 anos na TVI, Cristina Ferreira é contratada pela SIC onde assumiu a apresentação das manhãs da estação com "O Programa da Cristina", em simultâneo com o cargo de Consultora Executiva da direção geral de entretenimento da Impresa. |
| 2019 | No início de 2019 a SIC muda da sede de Carnaxide para uma nova em Paço de Arcos, onde se encontra também a sede do Grupo Impresa. Em Fevereiro a SIC é líder mensal pela primeira vez em 12 anos, acabando com a liderança absoluta da TVI. |
| 2020 | No dia 17 de julho de 2020 a apresentadora Cristina Ferreira, abandona abruptamente o canal e regressa à TVI. A SIC pediu 20.202.501,21 euros pelo incumprimento de contrato de forma unilateral que vigorava até dezembro de 2022. |
| 2020 | Em Novembro de 2020 a SIC lança o seu serviço de streaming, a OPTO, com conteúdos originais e antigos da SIC. |
| 2022 | No dia 2 de janeiro, os sites de plataformas de média da Impresa, incluindo o da SIC, foram de um ataque informático por ransomware - reivindicado pelo grupo Lapsus$ -, tendo os sites da SIC, do Expresso e da Blitz ficado indisponíveis. Na sequência disto, perdeu-se conteúdo e a SIC e o Expresso tiveram de criar novos sites. A 6 de outubro de 2022, a SIC celebrou o seu 30° aniversário, porém, as celebrações começaram 30 semanas antes do aniversário da estação. Um separador comemorativo aos 30 anos foi lançando em Março. Depois de ter regressado à SIC em 2021, Fátima Lopes abraçou o projeto Caixa Mágica, transmitido nas tardes de sábado. O programa não só tinha marcado o regresso da apresentadora à estação de paço de arcos, mas também, este programa ‘abria a porta’ às celebrações dos 30 Anos da SIC, através de memórias das caras da estação. No dia 2 de Outubro do mesmo ano, ocorreu a 26ª Gala Anual dos Globos de Ouro, e os 30 anos da SIC também foram celebrados no último bloco do programa. A 6 de Outubro, a SIC comemora 30 anos com os especiais: Alô Portugal - especial 30 anos (8H), Casa feliz - especial 30 anos (10H) e É bom vivermos juntos (14H). No âmbito de celebrar os 30 anos da SIC, o “É bom vivermos juntos” consistia em uma campanha onde os espectadores viam, ao vivo, as suas caras favoritas da SIC. O programa era transmitido nos finais de tarde de sábado e posteriormente nos finais de manhã de domingo. Esta campanha durou de outubro de 2022 a maio de 2023 (7 meses). |
| 2023 | A 14 de Março, é lançado o primeiro canal digital linear em Portugal, a SIC Novelas, integrado na plataforma de streaming OPTO. |
| 2024 | Em Fevereiro, foi o segundo canal mais visto em Portugal, após 60 meses de liderança absoluta, tendo perdido, por 0,6% pontos percentuais de share para a TVI. Em Junho, dá-se a estreia, no horário nobre da SIC, de A Promessa, a primeira adaptação portuguesa de uma telenovela turca. Já depois de ter disponibilizado produções de origem turca através da SIC Mulher, SIC Caras, SIC K e da OPTO - e acompanhando a crescente popularidade das produções turcas em Portugal -, em Julho de 2024 a SIC torna-se o primeiro canal aberto em Portugal a estrear uma telenovela turca, neste caso a produção Querida Filha. A telenovela, que já tinha sido disponibilizada com tradução legendada no canal fechado SIC Mulher e na OPTO, FOI exibida na SIC com dobragem em português europeu, sendo um dos raríssimos exemplos de conteúdos não-infantis/não-juvenis de imagem real dobrados em português europeu exibidos na televisão portuguesa desde 1992, o ano de início de emissões da SIC. Em outubro de 2024, estreou na SIC a série turca Pobre Menino Rico - também já emitida antes (em 2023) na SIC Mulher -, passando a SIC a emitir duas produções turcas à tarde, uma a seguir à outra. A série também foi dobrada para português europeu para exibição na SIC, tendo os nomes das personagens sido substituídos por nomes comuns em Portugal. Para além dos canais mencionados, as produções turcas marcam também presença na SIC Novelas, que em outubro deixou de estar disponível na OPTO e passou a integrar a oferta das operadoras MEO, NOS e Vodafone, fazendo com que o número de canais fechados da SIC dirigidos ao mercado português tenha passado a ser de seis. |
| 2025 | Em abril de 2025 regressa à liderança mensal de audiências, depois de 14 meses de liderança consecutiva da TVI. |

## Direção da SIC
- Direção Geral de Entretenimento IMPRESA:
  - Daniel Oliveira (Diretor Geral de Entretenimento)
- Diretor de Programas da SIC:
  - Daniel Oliveira
- Diretor Executivo:
  - Daniel Cruzeiro
- Diretora de Aquisição , Gestão de Formatos e OTT:
  - Vanessa Fino Tierno
- Diretor de Planeamento Estratégico e Conteúdos Digitais de Entretenimento:
  - Pedro Boucherie Mendes
- Diretora de Gestão de Grelha e Programação:
  - Aida Pinto
- Editor Executivo de Conteúdos Digitais:
  - Pedro Amante
- Diretor de Informação:
  - Bernardo Ferrão
- Diretores Adjuntos de Informação:
  - José Gomes Ferreira
  - Marta Brito dos Reis
- Subdiretores de Informação:
  - Martim Silva
  - Patrícia Moreira

## Ficção SIC

### Telenovelas

Laços de Sangue foi vencedora de um Emmy,

No ano de 2001, a SIC estreou a sua primeira telenovela portuguesa, Ganância, e depois seguiram-se mais três telenovelas portuguesas pela mão do então director de programas do canal, Manuel Fonseca, mas sem sucesso a nível de audiências. No ano de 2006 Francisco Penim torna-se director de programas da SIC e volta a apostar na ficção nacional estreando entre outras produções Floribella, que foi até ao momento a novela com mais audiências da SIC a nível mundial. Em 2008 Nuno Santos, torna-se director de programas da SIC e aposta em telenovelas originais para conquistar audiências e as poucos as telenovelas originais da SIC tem conquistado cada vez mais espectadores. No dia 21 de novembro a novela Laços de Sangue foi premiada com o Emmy Internacional. Portugal ganhou assim pelo segundo ano consecutivo o Emmy, na categoria de Melhor Telenovela (anteriormente Meu Amor - TVI). Em 2012 é exibido o remake de Dancin' Days, em 2013 Sol de Inverno e em 2014 Mar Salgado. Em 18 de Maio de 2015 a criou a sua 2.ª linha de ficção com Poderosas. A 7 de Setembro de 2015 estreou Coração D'Ouro, a 9 de maio de 2016 estreou Rainha das Flores, a 12 de setembro de 2016 estreou Amor Maior, a 1 de maio estreou Espelho d'Água, e a 18 de setembro de 2017 estreou a novela da SIC, Paixão. Em 2018 a SIC apostou em duas grandes atrizes para protagonizar Vidas Opostas Sara Matos a protagonista e Joana Santos a vilã e ainda, Alma e Coração que estreou a 17 de setembro de 2018.
A SIC já gravou novelas em 11 países, França, Espanha, Suíça, Brasil, Argentina, Moçambique, Emirados Árabes Unidos, Malásia, Países Baixos, São Tomé e Príncipe, Islândia e África do Sul.

### Séries
Além de telenovelas, a SIC também tem produzido muitas séries ao longo da sua história. Médico de Família, A Minha Família É uma Animação e Só Gosto de Ti são algumas das séries de sucesso produzidas pela SIC.
Em 2018 Daniel Oliveira, torna-se director de programas da SIC e aposta em séries para conquistar audiências. Em 2019 chega então, Golpe de Sorte sendo produzida pela Coral Europa. A série conquistou os portugueses, o que levou a estação a liderar em horário nobre. A série estreou a 27 de Maio de 2019.

### SIC Filmes
Em 1998 a SIC criou a SIC Filmes. Foram produzidos e co-produzidos os seguintes telefilmes: Adão e Eva, Jaime, Zona J, A Hora de Liberdade, Amo-te Teresa, O Aniversário, Um Passeio no Parque, Mustang, Monsanto, O Lampião da Estrela, A Noiva, Alta Fidelidade, Uma Noite Inesquecível, Querida Mãe, Os Cavaleiros de Água Doce, Amor Perdido, O Segredo, Um Natal Quase Sem Neve, Quem Tudo Quer, Um Homem Não é um Gato, Anjo Caído, Mais Tarde, Até ao Fim, O Teorema de Pitágoras, 88, Jogo de Glória, Oito por Oito, Pulsação Zero, Um Tiro no Escuro, O Crime do Padre Amaro e Uma Aventura na Casa Assombrada.

## Apresentadores

### Atuais apresentadores
| Apresentador(a)        | Período         |
| ---------------------- | --------------- |
| Ana Marques            | 1992 - presente |
| José Figueiras         | 1992 - presente |
| Júlia Pinheiro         | 1992 - 2002     |
| Júlia Pinheiro         | 2011 - presente |
| Liliana Campos         | 1993 - presente |
| João Baião             | 1995 - 2000     |
| João Baião             | 2003 - 2004     |
| João Baião             | 2014 - presente |
| Daniel Oliveira        | 1995 - 2002     |
| Daniel Oliveira        | 2008 - presente |
| Bárbara Guimarães      | 1997 - presente |
| Cláudia Borges         | 2002 - presente |
| Carolina Patrocínio    | 2003 - presente |
| Marco Horácio          | 2003 - 2013     |
| Marco Horácio          | 2018 - 2020     |
| Marco Horácio          | 2022 - presente |
| Ricardo Pereira        | 2006 - presente |
| César Mourão           | 2007 - presente |
| João Manzarra          | 2007 - presente |
| Fernando Rocha         | 2007            |
| Fernando Rocha         | 2013            |
| Fernando Rocha         | 2019 - presente |
| Iva Lamarão            | 2008 - presente |
| Sofia Fernandes        | 2008 - presente |
| Luciana Abreu          | 2008            |
| Luciana Abreu          | 2014 - presente |
| João Paulo Sousa       | 2008 - presente |
| Diana Chaves           | 2009 - presente |
| Cláudia Vieira         | 2009 - presente |
| Andreia Rodrigues      | 2010 - presente |
| Hernâni Carvalho       | 2010 - presente |
| Miguel Costa           | 2013            |
| Miguel Costa           | 2021 - presente |
| Fabiana Cruz           | 2018 - presente |
| Maria Dominguez        | 2019 - presente |
| Ricardo Araújo Pereira | 2020 - presente |
| Raquel Sampaio         | 2020 - presente |
| Emanuel                | 2020 - presente |
| Débora Monteiro        | 2020 - presente |
| Ljubomir Stanisic      | 2021 - presente |
| Melânia Gomes          | 2021 - presente |
| Lourenço Ortigão       | 2021 - presente |
| Micaela                | 2023 - presente |

### Antigos apresentadores
| Apresentador(a)         | Período     |
| ----------------------- | ----------- |
| Catarina Furtado        | 1992 - 2002 |
| José Jorge Duarte       | 1992 - 1993 |
| Margarida Marante       | 1992 - 2001 |
| Manuela Maria           | 1992        |
| Jorge Gabriel           | 1992 - 2001 |
| José Nuno Martins       | 1993        |
| Carlos Mendes           | 1993        |
| Fernando Tordo          | 1993        |
| Henrique Mendes         | 1993 - 2004 |
| Helena Sacadura Cabral  | 1993        |
| Maria Vieira            | 1993        |
| Miguel Sousa Tavares    | 1993 - 1998 |
| Teresa Guilherme        | 1993 - 1998 |
| Teresa Guilherme        | 2006 - 2008 |
| Paula Moura Pinheiro    | 1993 - 1994 |
| Alexandra Lencastre     | 1994        |
| Alexandra Lencastre     | 2020 - 2022 |
| Rita Blanco             | 1994 - 1995 |
| Fátima Lopes            | 1994 - 2010 |
| Fátima Lopes            | 2021 - 2023 |
| Lídia Franco            | 1994 - 1995 |
| Margarida Reis          | 1994 - 1995 |
| Júlio César             | 1994 - 1995 |
| Humberto Bernardo       | 1994 - 1995 |
| Ana Malhoa              | 1994 - 1999 |
| Laurinda Alves          | 1994 - 2006 |
| Eduarda Maio            | 1994 - 2001 |
| Guilherme Leite         | 1994        |
| Clara Ferreira Alves    | 1994        |
| Francisco José Viegas   | 1994        |
| Cristina Möhler         | 1995 - 1999 |
| Maria João Pinheiro     | 1995        |
| Carlos Narciso          | 1995        |
| Francisco Barbosa       | 1995        |
| Rogério Samora          | 1995        |
| Armando Baptista-Bastos | 1996 - 1998 |
| Miguel Ângelo           | 1996        |
| Artur Albarran          | 1996 - 2001 |
| Paulo Pires             | 1997 - 2001 |
| Felipa Garnel           | 1997 - 2002 |
| Mila Ferreira           | 1998        |
| Rui Unas                | 1999 - 2001 |
| Rui Unas                | 2013 - 2018 |
| Herman José             | 2000 - 2008 |
| Carlos Cruz             | 2000 - 2003 |
| Sofia Cerveira          | 2000 - 2025 |
| Rita Ferro Rodrigues    | 2001 - 2018 |
| Cláudio Ramos           | 2001        |
| Cláudio Ramos           | 2004 - 2020 |
| Francisco Garcia        | 2001 - 2008 |
| Diogo Morgado           | 2001        |
| Diogo Morgado           | 2004        |
| Diogo Morgado           | 2015        |
| Rita Pereira            | 2001 - 2002 |
| Marisa Cruz             | 2002 - 2003 |
| Sílvia Alberto          | 2002 - 2005 |
| Nuno Eiró               | 2002 - 2010 |
| Fernanda Freitas        | 2002 - 2005 |
| Camacho Costa           | 2002        |
| Maria João Simões       | 2002 - 2004 |
| Carlos Moura            | 2002 - 2005 |
| Maya                    | 2002 - 2013 |
| Bruno Nogueira          | 2003 - 2006 |
| Bruno Nogueira          | 2021 - 2023 |
| Pedro Granger           | 2003 - 2005 |
| Jorge Mourato           | 2003        |
| José Carlos Soares      | 2003        |
| Nuno Graciano           | 2004 - 2011 |
| Ana Rita Clara          | 2004 - 2019 |
| Francisco Menezes       | 2004        |
| Francisco Menezes       | 2010 - 2011 |
| Vanessa Oliveira        | 2004 - 2014 |
| Raquel Strada           | 2004 - 2017 |
| Nilton                  | 2004        |
| Cláudia Semedo          | 2006        |
| Patrícia Henrique       | 2007 - 2009 |
| Raquel Henriques        | 2007 - 2009 |
| Pedro Miguel Ramos      | 2008 - 2010 |
| Orsi Fehér              | 2008        |
| Rita Andrade            | 2008 - 2016 |
| Rui Maria Pêgo          | 2009        |
| Merche Romero           | 2009 - 2011 |
| Merche Romero           | 2013 - 2015 |
| Carlos Ribeiro          | 2009        |
| Conceição Lino          | 2010 - 2014 |
| Carolina Torres         | 2010 - 2016 |
| Maria Botelho Moniz     | 2011 - 2020 |
| Laura Figueiredo        | 2011 - 2013 |
| José Manuel Monteiro    | 2013 - 2015 |
| Catarina Morazzo        | 2013 - 2015 |
| João Ricardo            | 2013 - 2014 |
| João Paulo Rodrigues    | 2014 - 2018 |
| Luísa Barbosa           | 2014 - 2016 |
| Mariama Barbosa         | 2016 - 2022 |
| Catarina Sikiniotis     | 2016 - 2018 |
| Carolina Loureiro       | 2016 - 2022 |
| Ana Guiomar             | 2016        |
| Jani Gabriel            | 2018 - 2022 |
| Cristina Ferreira       | 2019 - 2020 |
| Raquel Tavares          | 2019 - 2023 |
| António Raminhos        | 2019        |
| Marco Paulo             | 2021 - 2024 |
| Sara Matos              | 2022        |
| Daniela Ruah            | 2023        |
| Inês Aires Pereira      | 2024        |

## Jornalistas
| Jornalista                   | Período         |
| ---------------------------- | --------------- |
| Augusto Madureira            | 1992 - presente |
| Fernanda de Oliveira Ribeiro | 1992 - presente |
| Paulo Nogueira               | 1992 - presente |
| Teresa Dimas                 | 1992 - presente |
| Rodrigo Guedes de Carvalho   | 1992 - presente |
| Ana de Freitas               | 1992 - presente |
| José Gomes Ferreira          | 1992 - presente |
| Conceição Lino               | 1992 - 2010     |
| Conceição Lino               | 2014 - presente |
| Guilherme Simões             | 1992 - presente |
| António Reis                 | 1997 - presente |
| Bento Rodrigues              | 1998 - presente |
| Bernardo Ferrão              | 1999 - presente |
| Rodrigo Pratas               | 2000 - presente |
| Clara de Sousa               | 2000 - presente |
| João Carlos Moleira          | 2000 - presente |
| Marta Atalaya                | 2001 - presente |
| Paulo Garcia                 | 2001 - presente |
| Ricardo Costa                | 2001 - presente |
| Miguel Franco de Andrade     | 2001 - presente |
| Liliana Carvalho             | 2003 - presente |
| Joana Costa e Sousa          | 2003 - presente |
| João Abreu                   |                 |
| Luís Marçal                  |                 |
| Silvia Lima Rato             |                 |
| Ana Peneda Moreira           | 2004 - presente |
| Ana Patrícia Carvalho        | 2006 - presente |
| Cristina Freitas             | 2006 - presente |
| Rosa de Oliveira Pinto       | 2007 - presente |
| Rita Neves                   | 2007 - presente |
| Miguel Ribeiro               | 2007 - presente |
| Mónica Martins               | 2016 - presente |
| Nelma Serpa Pinto            | 2018 - presente |
| Cláudio Bento França         | 2019 - presente |
| Diogo Martins                | 2019 - presente |
| Sara Correia                 | 2019 - presente |
| Sara Tainha                  | 2019 - presente |
| Mariana Lourenço             | 2023 - presente |

| Jornalista                | Período     |
| ------------------------- | ----------- |
| Alberta Marques Fernandes | 1992 - 2001 |
| Maria João Ruela          | 1992 - 2016 |
| José Alberto Carvalho     | 1992 - 2002 |
| Ana Lourenço              | 2001 - 2006 |
| João Adelino Faria        | 2001 - 2006 |
| Pedro Mourinho            | 2001 - 2020 |
| Marisa Caetano Antunes    | 2004 - 2024 |
| Filipa Pereira            | 2005 - 2025 |
| Sara Pinto                | 2009 - 2021 |
| Rita Alexandra            |             |

## Audiências
| 1992 | 1993  | 1994  | 1995  | 1996  | 1997  | 1998  | 1999  | 2000  | 2001  |
| ---- | ----- | ----- | ----- | ----- | ----- | ----- | ----- | ----- | ----- |
| 8,5% | 14,3% | 28,4% | 41,4% | 48,6% | 49,3% | 49,2% | 48,1% | 42,2% | 34,0% |

| 2002  | 2003  | 2004  | 2005  | 2006  | 2007  | 2008  | 2009  | 2010  | 2011  |
| ----- | ----- | ----- | ----- | ----- | ----- | ----- | ----- | ----- | ----- |
| 31,5% | 30,3% | 29,3% | 27,2% | 26,2% | 25,1% | 24,9% | 23,4% | 23,4% | 22,7% |

| 2012  | 2013  | 2014  | 2015  | 2016  | 2017  | 2018  | 2019  | 2020  | 2021  | 2022  |
| ----- | ----- | ----- | ----- | ----- | ----- | ----- | ----- | ----- | ----- | ----- |
| 21,8% | 21,1% | 19,1% | 18,7% | 17,6% | 17,1% | 18,6% | 19,2% | 19,8% | 19,3% | 16,7% |

No ano de 1992, ano de começo da SIC, o canal ficou em 3° lugar, perdendo para a RTP1 (na altura Canal 1) e para a  RTP2 (na altura TV2). Em 1993, o 3° lugar mantém-se
No ano seguinte, 1994, a SIC bate a RTP2 (na altura TV2) e fica na vice-liderança das audiências.
Em 1995, depois de 3 anos, a SIC bate a RTP1 (na altura Canal 1) e fica na liderança das audiências da televisão portuguesa.
Em 2005, a SIC perde a liderança para a TVI depois de 10 anos de liderança consecutiva da estação da Impresa.
Depois de 14 anos seguidos sem liderar, a SIC muda a sua programação em 2019 e consegue chegar à liderança da televisão portuguesa, batendo a TVI que ficou em 2° lugar pela primeira vez desde 2004. A SIC manteve o 1° lugar (mensal e anual) até fevereiro de 2024, altura em que a TVI recupera a liderança das audiências. Em abril de 2025, regressa à liderança das audiências, depois de 14 meses consecutivos da TVI.

## Canais de televisão
Atualmente, a SIC é constituída pelos seguintes canais:
| Canal                    | Descrição | Slogan                            | Formato        | Fundação                         |
| ------------------------ | --- | --------------------------------- | -------------- | -------------------------------- |
| SIC                      | O canal SIC é um canal dedicado á informação, ficção, desporto, Talk shows, concursos, infanto-juvenil, documentários. | Mexe Consigo.                     | 16:9 SDTV/HDTV | 6 de outubro de 1992 (32 anos)   |
| SIC Notícias             | A SIC Notícias é o canal de televisão por cabo da SIC dedicado exclusivamente à informação. | Os seus olhos no mundo.           | 16:9 SDTV/HDTV | 8 de janeiro de 2001 (24 anos)   |
| SIC Radical              | Neste canal pode ver as melhores séries, programas de humor nacionais e internacionais, desenhos animados de referência ou programas de crítica social. | Ver para querer.                  | 16:9 SDTV/HDTV | 23 de abril de 2001 (24 anos)    |
| SIC Mulher               | É um canal temático destinado ao público feminino com magazines, talk-shows, ficção, programas de culinária e reality-shows nacionais e internacionais. | Amor para toda a vida.            | 16:9 SDTV/HDTV | 8 de março de 2003 (22 anos)     |
| SIC K                    | É o canal infantil/juvenil da SIC. O canal foi pensado exclusivamente para crianças e jovens entre os sete e os quatorze anos. | Aventura-te.                      | 16:9 SDTV/HDTV | 18 de dezembro de 2009 (15 anos) |
| SIC Caras                | É o canal temático centra-se no entretenimento e celebridades com grande aposta nos magazines nacionais e internacionais da actualidade, cinema, música e nos conteúdos relacionados com o mundo do espetáculo e a vidas dos famosos.                         | Televisão bonita.                 | 16:9 SDTV/HDTV | 6 de dezembro de 2013 (11 anos)  |
| SIC Novelas              | É o canal temático dedicado à ficção, sobretudo a ficção nacional. As grandes produções da SIC, as melhores histórias e todas as emoções da ficção vão estar na SIC Novelas. O programa 'E-Especial' também está na grelha deste canal.                       | Grandes histórias, a toda a hora. | 16:9 SDTV/HDTV | 1 de outubro de 2024 (10 meses)  |
| SIC Internacional        | Um canal dedicado aos portugueses espalhados pelo mundo e aos Países de Língua Oficial Portuguesa. Em qualquer parte da Europa, América, África, Ásia e Oceania pode ver os programas de informação, desporto, entretenimento que passam na SIC generalista.  | Mexe Consigo.                     | 16:9 SDTV      | 15 de setembro de 1997 (27 anos) |
| SIC Internacional África | Um canal dedicado aos portugueses e africanos espalhados por África nos Países de Língua Oficial Portuguesa. Em qualquer parte da África, pode ver os programas de informação, desporto, entretenimento que passam na SIC generalista ou de produção própria. | Mexe Consigo.                     | 16:9 SDTV      | 13 de março de 2017 (8 anos)     |

Os canais da SIC também são transmitidos em HD desde o dia 6 de Outubro de 2016.

## Serviços SIC

### SIC Teletexto

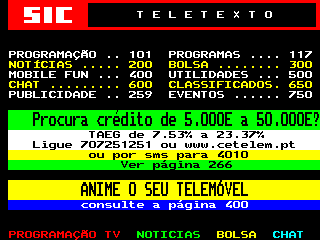
SIC Teletexto

Informação, entretenimento, a programação são alguns dos serviços do teletexto da SIC, que trouxe como novidade o trânsito. Através do televisor podem seguir-se os períodos de Maior tráfego em Lisboa e, também no Porto.
Outra inovação é o "streamer" (pág. 399). O telespectador pode estar a ver a emissão normal da SIC e no canto do televisor estão a passar informações do PSI-30 da Bolsa de Valores.
Este serviço começou a 20 de Janeiro de 2003.

### SIC Esperança
A SIC Esperança é uma Instituição Particular de Solidariedade Social (IPSS) de utilidade pública, transversal a todas as empresas do Grupo Impresa, cujo principal objetivo é o de sensibilizar a sociedade civil para os problemas sociais existentes em Portugal.
Trabalha em parceria com empresas e instituições no desenvolvimento de projetos de cariz social, com vista a contribuir para a minimização desses problemas e à construção de um país mais justo e menos desigual.
Foi a 6 de Outubro de 2003 que foi iniciado o projecto SIC Esperança.

### SIC Online
Foi em Maio de 2001 que surgiu a presença da SIC na internet. O site do canal, na altura denominado SIC Online, surgiu em 2001 e foi remodelado e modernizado ao longo dos anos. Os canais do cabo da SIC também tem os seus próprios sites na internet. O site da SIC Notícias surgiu em 2011.

### OPTO
O OPTO é um serviço de streaming criado pela SIC, onde foram reunidos vários programas de informação e documentários produzidos pela cadeia, além de filmes e séries de entretenimento, como novelas.

## Produtora

### TDN Produções
A 12 de julho de 2007, em conjunto com Teresa Guilherme Produções, a SIC constituiu a produtora TDN, S.A. – Terra do Nunca Produções. Em junho de 2008, a SIC passou a deter a totalidade do capital da empresa. Em março de 2009, a SIC vendeu a empresa.
A produtora criou telenovelas e séries, tais como Rebelde Way.

## Formato de imagem
Desde o início do ano de 2015 a SIC procedeu a "testes" com as séries da madrugada transmitindo-as em anamórfico 16:9 sem flag. A 6 de Setembro de 2015, passou em 16:9 com flag (embora com o DOG ainda proporcionado para 4:3) a gala de lançamento da novela Coração d'Ouro. A 7 de Setembro de 2015, a referida novela foi emitida em 16:9 com flag e com o DOG com proporções 16:9, a primeira novela a emitir na SIC generalista neste formato. As emissões da SIC e da SIC Notícias (que ainda estavam por transitar) passaram para 16:9 integral a 3 de Outubro de 2015.
Após testes durante a Liga Europa e os Globos de Ouro, a SIC passou a emitir em HD de forma definitiva (no cabo) a 6 de Outubro de 2016, juntamente com os canais temáticos.

## Identificação

### Logótipo
O logótipo da SIC, com a sua diversidade de cores, foi inicialmente desenvolvido por Hans Donner. No entanto, ao longo dos anos tem vindo a evoluir até chegar à sua forma presente. Com uma forte comunicação visual sustendada pela sua tridimensionalidade, o actual logotipo da SIC transmite criatividade, movimento e dinamismo, ao mesmo tempo que reforça o seu forte carácter. No dia 6 de Outubro de 2018 pelas 13h00 a SIC estreia um novo logótipo ao fim de 26 anos com o anterior, mudou o lettring, as formas e animações em emissão.

### Grafismos
A SIC sempre teve grafismos brilhantes e coloridos. O segundo logótipo tinha uma iluminação dinâmica com brilho a passar na faixa colorida..De 2009 a 2017 que o tema do grafismo foram os quadrados coloridos/transparentes a rodar em todas as direções.
A  mudança mais recente de grafismo foi em Abril de 2017, deixando para trás os quadrados coloridos e apostando em linhas  com gradiente entre cores roxo/azul e com alterações da sonoridade, no âmbito dos 25 anos da SIC.
Em Outubro de 2015, o grafismo do espaço informativo foi igualmente renovado (Primeiro Jornal e Jornal da Noite), assim como o grafismo do programa Alta Definição desta forma adaptando-se ao formato 16:9. No mês de Abril de 2017, os programas Fama Show e E-Especial mudaram de cenários e grafismo, assim como o Queridas Manhãs que alterou o cenário. No dia 6 de Outubro de 2018 a SIC juntamente com a mudança de logo mudou os seus separadores , mais coloridos e com fundo colorido sem formas.

### Hino
De 1992 a 1997, o Hino era tocado todos os dias no início da emissão e no final da emissão. Tinha dois minutos de duração, com música de Zé da Ponte e letra de Carlos Paulo Simões, interpretado por quatro vozes que na altura cantavam tudo o que era jingle em Portugal: Nucha, Dulce Pontes, Tó Leal e Gustavo Sequeira. O Hino tinha um vídeo ultracolorido e animado com uma letra que fica facilmente no ouvido.

### Slogans
| 1992-1997 - A sua televisão independente 1997-2001 - A televisão para todos os portugueses! 2001-2006 - Veja com os seus próprios olhos | 2006-2008 - Mais do que uma televisão 2008 - A SIC mais perto de si 2008-2017 - Estamos Juntos! 2012 - 20 anos - Crescemos juntos! | 2017-2019 - O melhor ainda está para ver 2019-atual - Mexe consigo. 2022 - 30 anos - Há 30 anos a entrar na sua vida. 2022-2023 - É bom vivermos juntos (Campanha Institucional dos 30 anos da SIC) |

## Sistema de classificação
A RTP, a SIC a e TVI utilizam uma sinalização de emissão que foi criada a 20/02/2012, visando proporcionar aos consumidores de televisão um guia de escolha de programação adequada à sua idade e, aos educadores, uma orientação sobre o visionamento de programas. A presente versão do documento está em vigor desde 1 de julho de 2014. 
|  | Nível 1 - TODOS \| Programas destinados a todos os públicos. |  |  | Nível 2 - 10AP \| Programas destinados a espectadores com 10 ou mais anos de idade, sendo recomendável o aconselhamento por parte dos pais em caso de assistência por espectadores com menos de 10 anos de idade. |  |  | Nível 3 - 12AP \| Programas destinados a espectadores com 12 ou mais anos de idade, sendo recomendável o aconselhamento por parte dos pais em caso de assistência por espectadores com menos de 12 anos de idade. |  |  | Nível 4 - 16 \| Programas destinados a espectadores com 16 ou mais anos de idade. O conteúdo destes programas pode revelar-se suscetível de influir de modo negativo na formação da personalidade de crianças e adolescentes. |  |